# Dom Gribuszyna
Dom Gribuszyna (ros. Дом Грибушина) – rezydencja w Permie, w Rosji, zbudowana w latach 1895–1897, w stylu secesyjnym, zaprojektowana przez architekta Aleksandra Turczewicza. Nazwa pochodzi od jego właściciela, kupca Siergieja Gribuszyna. Znajduje się pod adresem ul. Lenina 13a.

## Historia
Dom kupca Siergieja Gribuszyna wybudowany w latach 1895–1897 przez permskiego architekta Aleksandra Turczewicza w stylu secesyjnym. Pierwotnie był zbudowany dla rodziny urzędnika Kaszpierowa, następnie w 1899 r. kupiony przez syna milionera Alfonsa Koziełł-Poklewskiego. W 1905 r. dom został kupiony przez Siergieja Michajłowicza Gribuszyna, który przebudował go dla swoich potrzeb. Mieszkał w nim do swojej śmierci w 1915 r., a dom przeszedł w posiadanie wdowy po nim, Anny Gribuszyny. 
3 marca 1919 r. w rezydencji mieścił się garnizonowy sklep dla oficerów, a potem szpital wojskowy. Od 1921 r. w budynku znajdowała się część przychodni gruźliczej dla dzieci, a w 1922 r. otworzono szpital dziecięcy, który działał tu do jego sprzedaży 1988 r. na rzecz Permskiego Centrum Naukowego UrO RAN (Пермский научный центр УрО РАН).
W latach 1987–1995 budynek był remontowany, ale z powodu niedostatku środków w Centrum Naukowym fasada została tylko pomalowana. Ponieważ do malowania użyto złej jakości farby pozyskanej w ramach charytatywnego wsparcia, jej barwa zmieniła się i w 2008 r. miała intensywny, nieprzyjemny niebieski kolor.  
Przypuszcza się, że właśnie ta rezydencja została przedstawiona w powieści Borisa Pasternaka Doktor Żywago. 

## Architektura

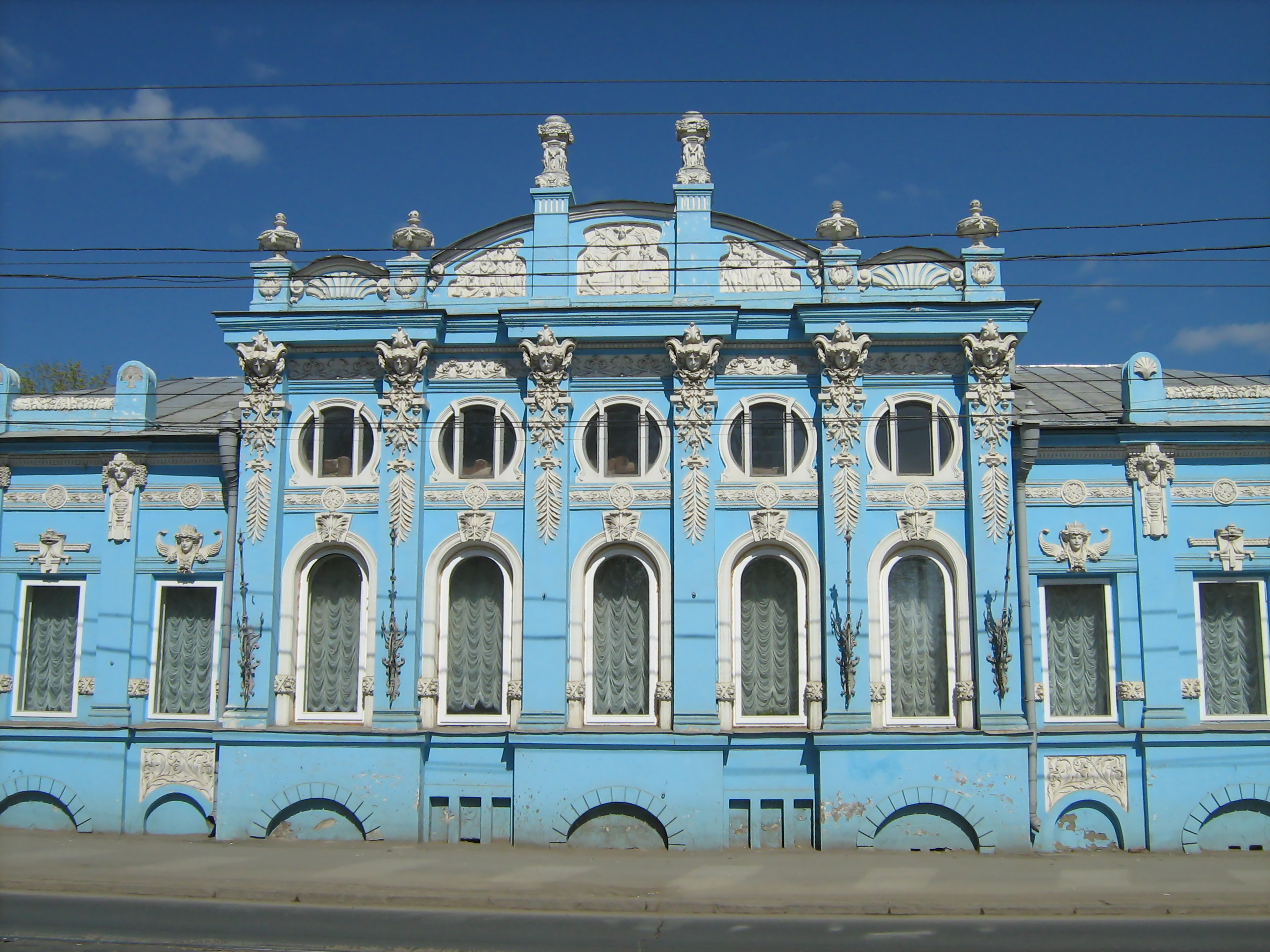
Środkowa część fasady
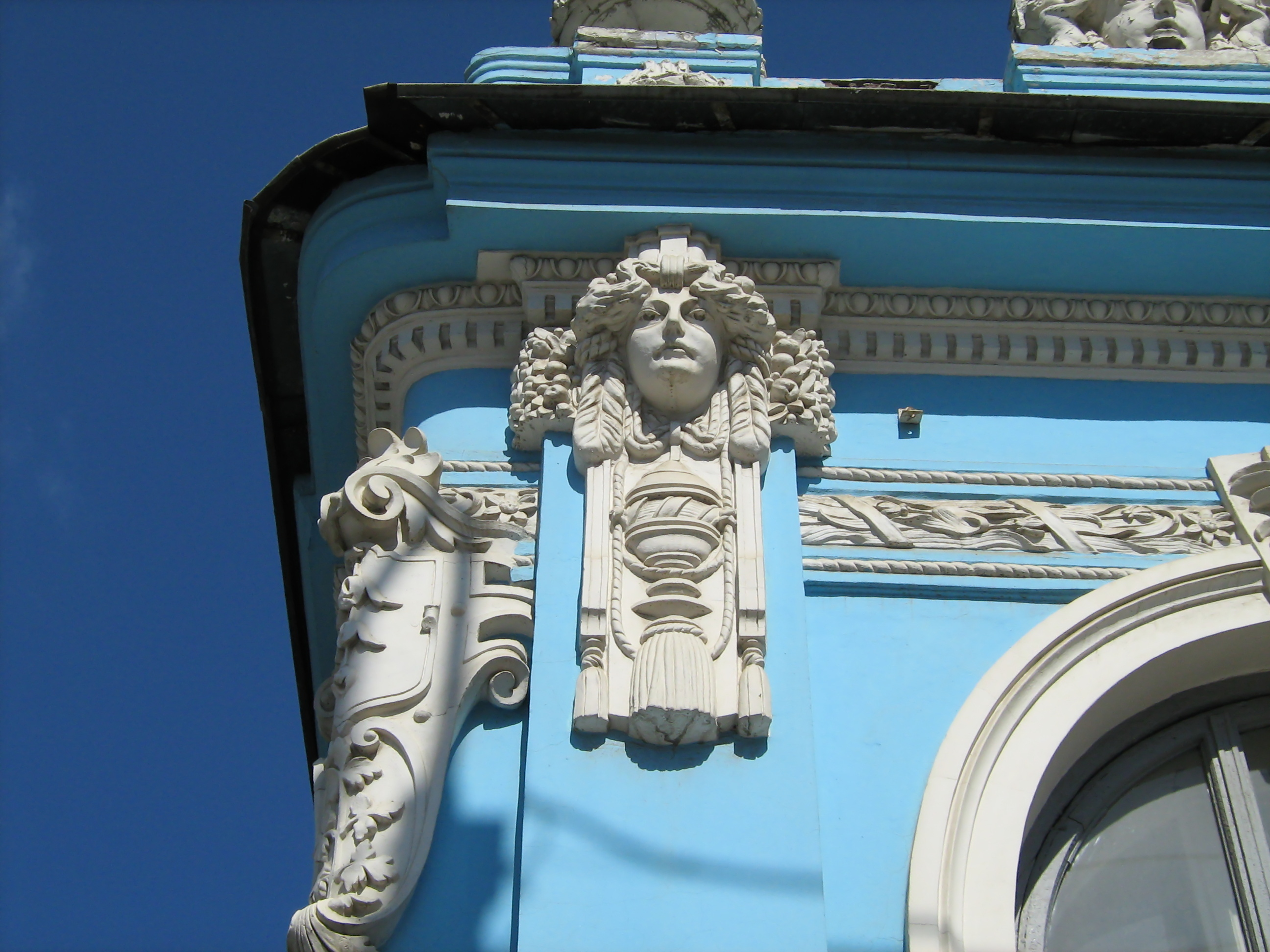
Detal architektoniczny
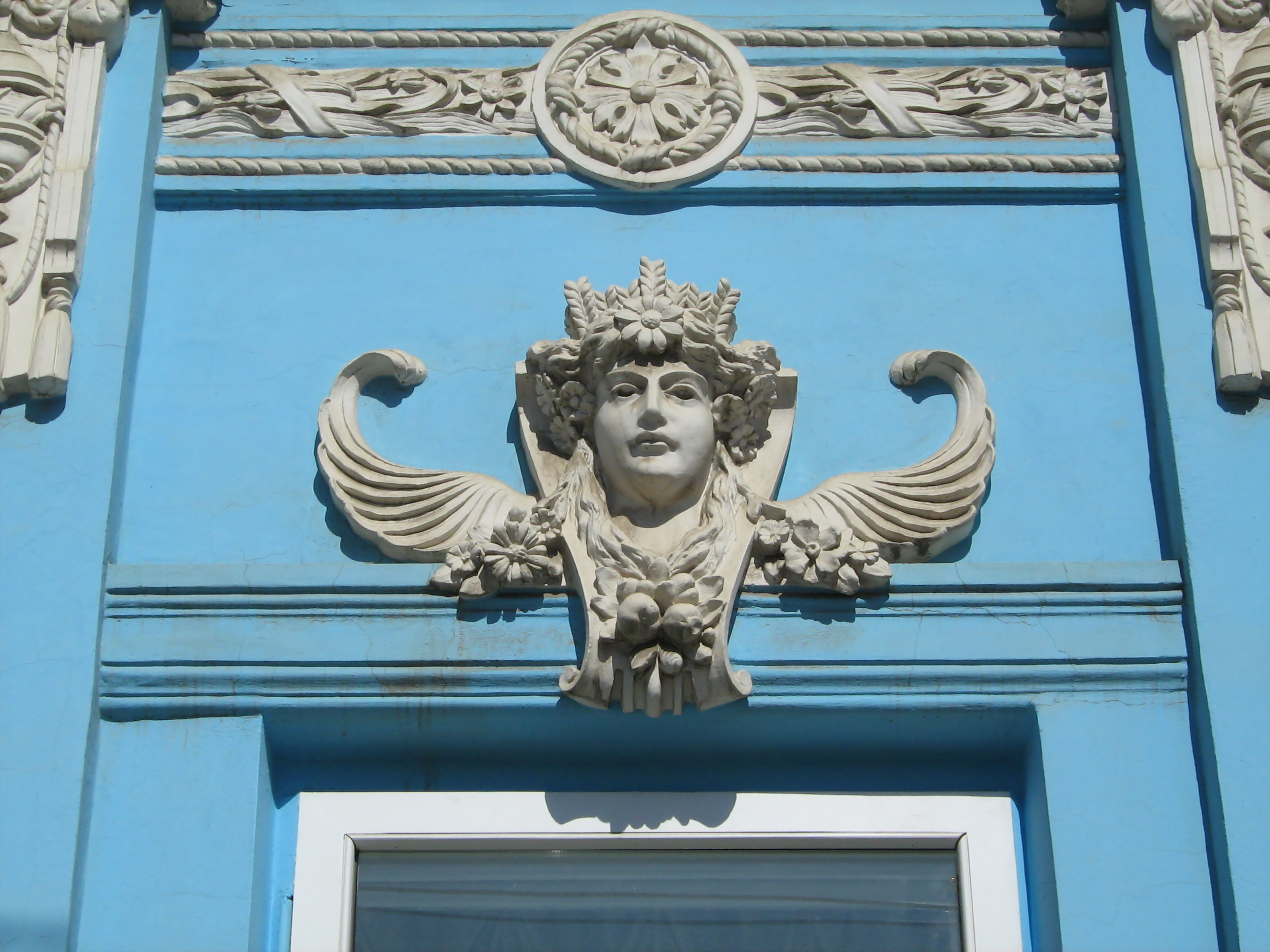
Detal architektoniczny
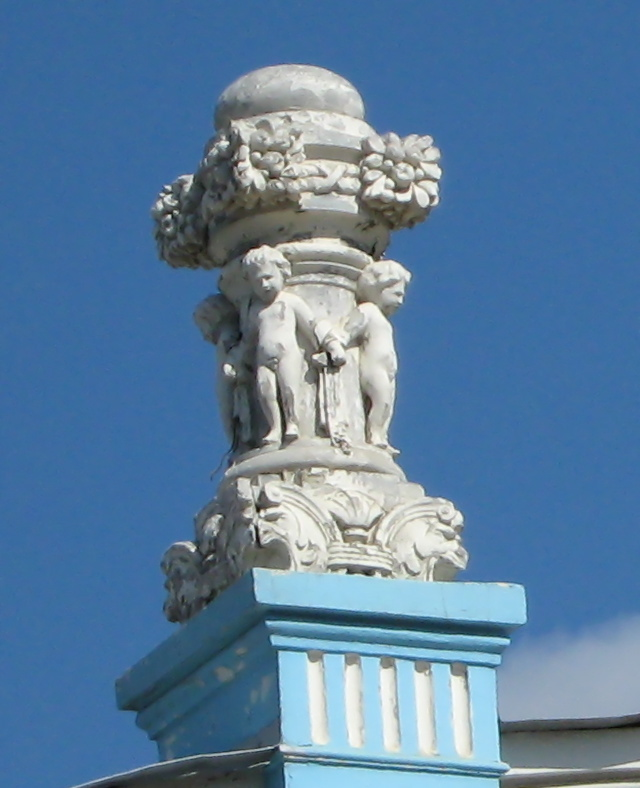
Rzeźba na dachu

Dom Gribuszyna jest utrzymany w odcieniach błękitu i bieli z użyciem porządku korynckiego, z wyraźnym podziałem elewacji kolumnami. To jeden z najpiękniejszych i najelegantszych budynków w Permie. Ściany budynku są warstwowe. Warstwa zewnętrzna i wewnętrzna są wykonane z cegły, a pomiędzy nimi znajdują się modrzewiowe belki. Unikalny jest również projekt rezydencji, która jest ozdobiona dekoracjami sztukatorskimi w 18 pokojach i na elewacji.